# Artemisia barrelieri
Artemisia barrelieri là một loài thực vật có hoa trong họ Cúc. Loài này được Besser mô tả khoa học đầu tiên năm 1836.